# 오카 신노스케
오카 신노스케(일본어: 岡 慎之助, 2003년 10월 31일~)는 일본의 체조 선수이다. 2024년 하계 올림픽 남자 개인종합과 철봉, 단체전에서 금메달을 획득했다.

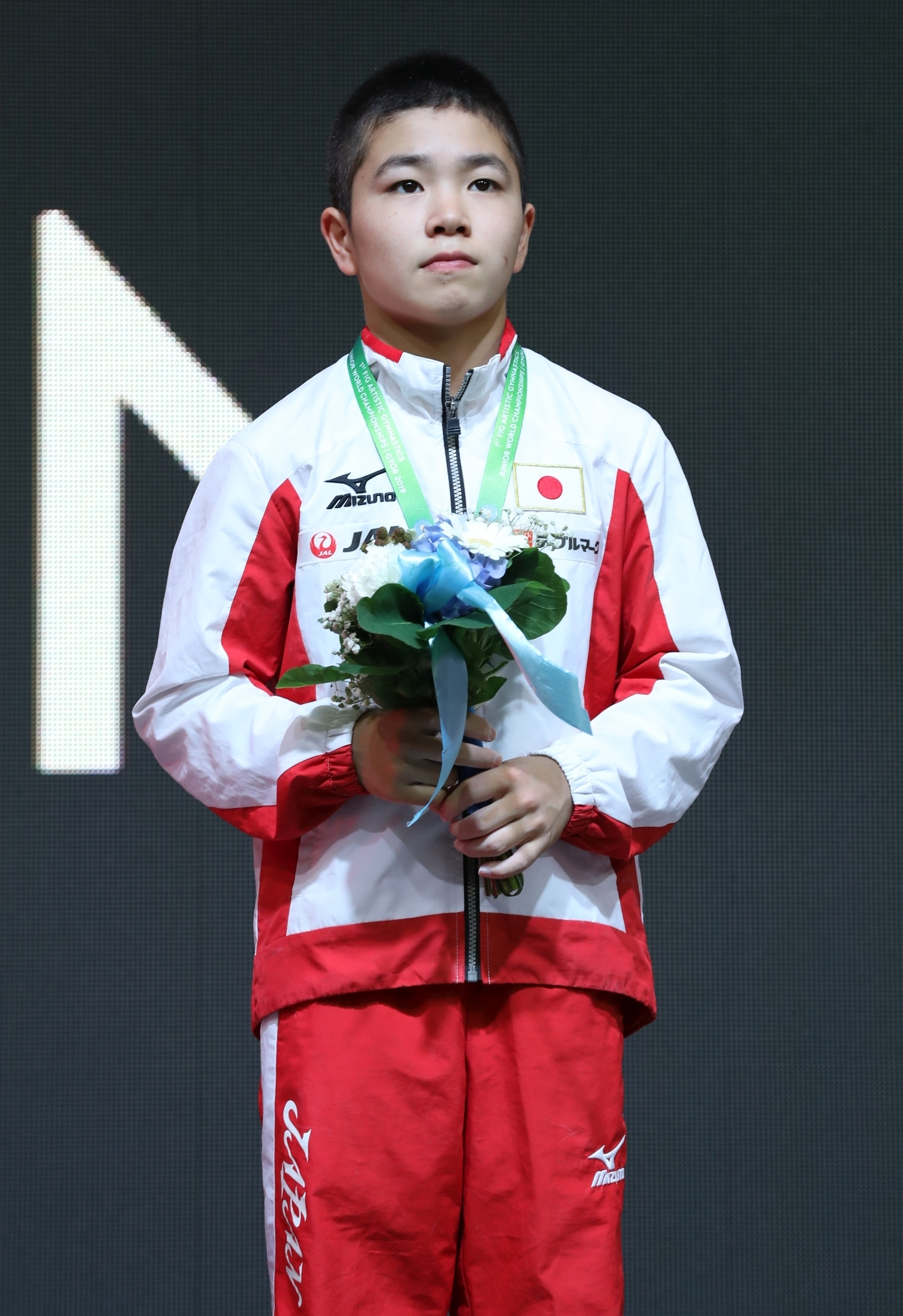
2019년 세계 주니어 선수권 대회 당시의 오카